# Cuckmere Valley
Cuckmere Valley is een civil parish in het bestuurlijke gebied Wealden, in het Engelse graafschap East Sussex met 191 inwoners. De civil parish omvat de gehuchten Litlington, Lullington, Westdean en Exceat. Ze werd gecreëerd in 1990. Alfriston, op een boogscheut van Lullington, ging niet mee in de fusie.
Bezienswaardigheden zijn de meanders van de Cuckmere kort voor de monding, Cuckmere Haven waar de rivier in de zee uitmondt, het natuurgebied Lullington Heath, en de Seven Sisters, waarvan Cuckmere Valley het westelijke uiteinde vormt. Litlington White Horse bevindt zich ten westen van Litlington, in Seaford.

## Fotogalerij

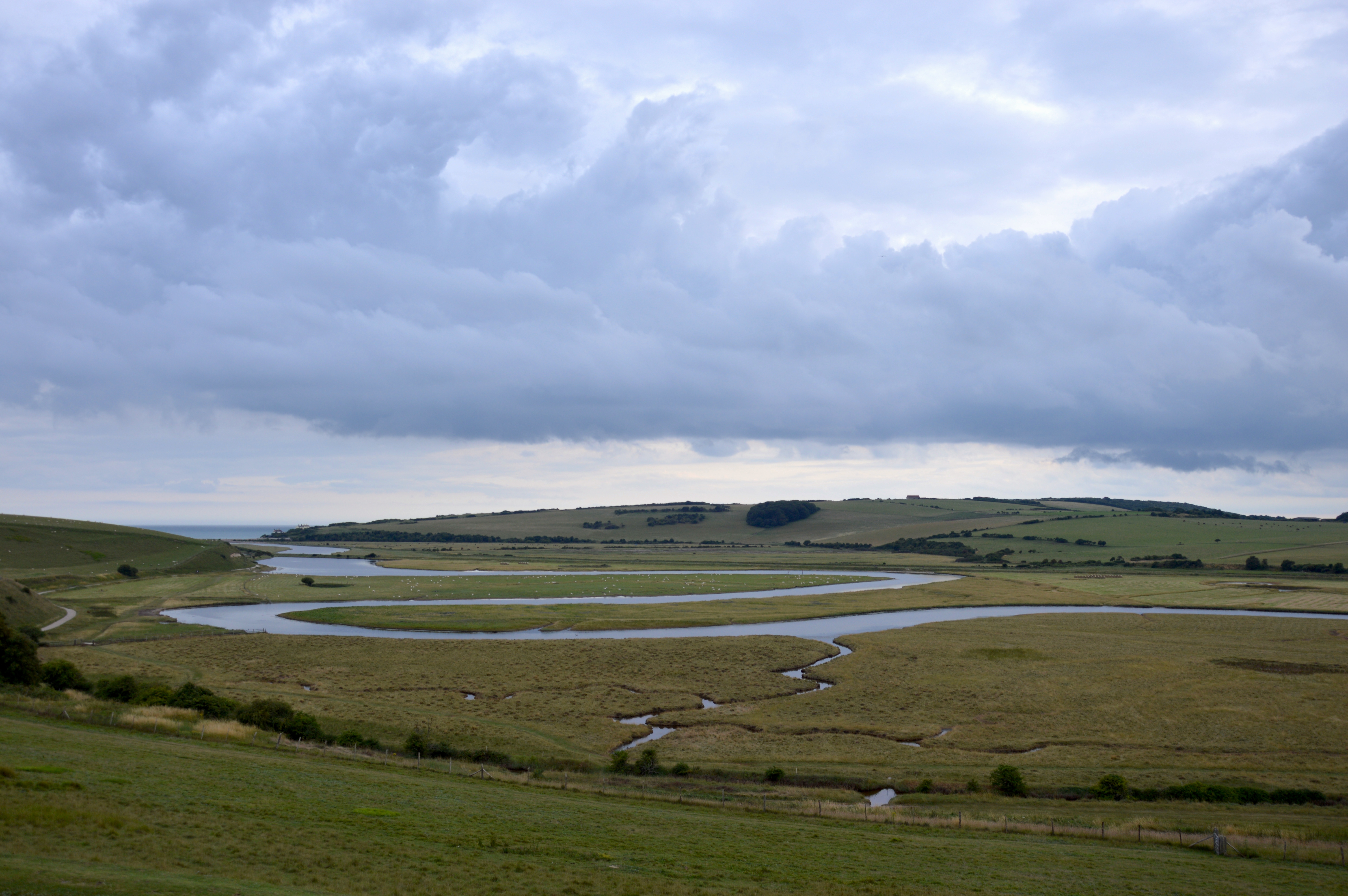
Meanders van de Cuckmere bij Exceat, op de grens tussen Cuckmere Valley en Seaford
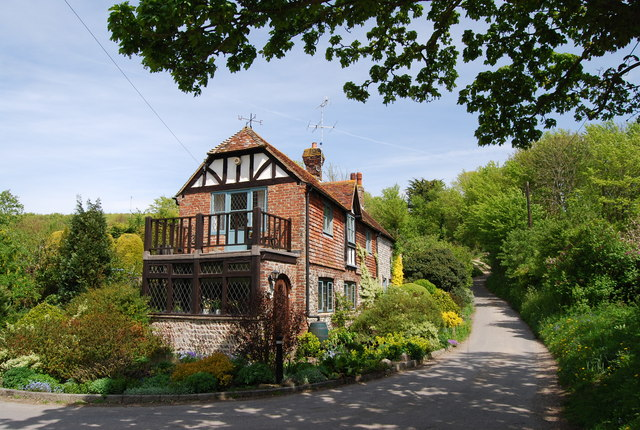
Westdean
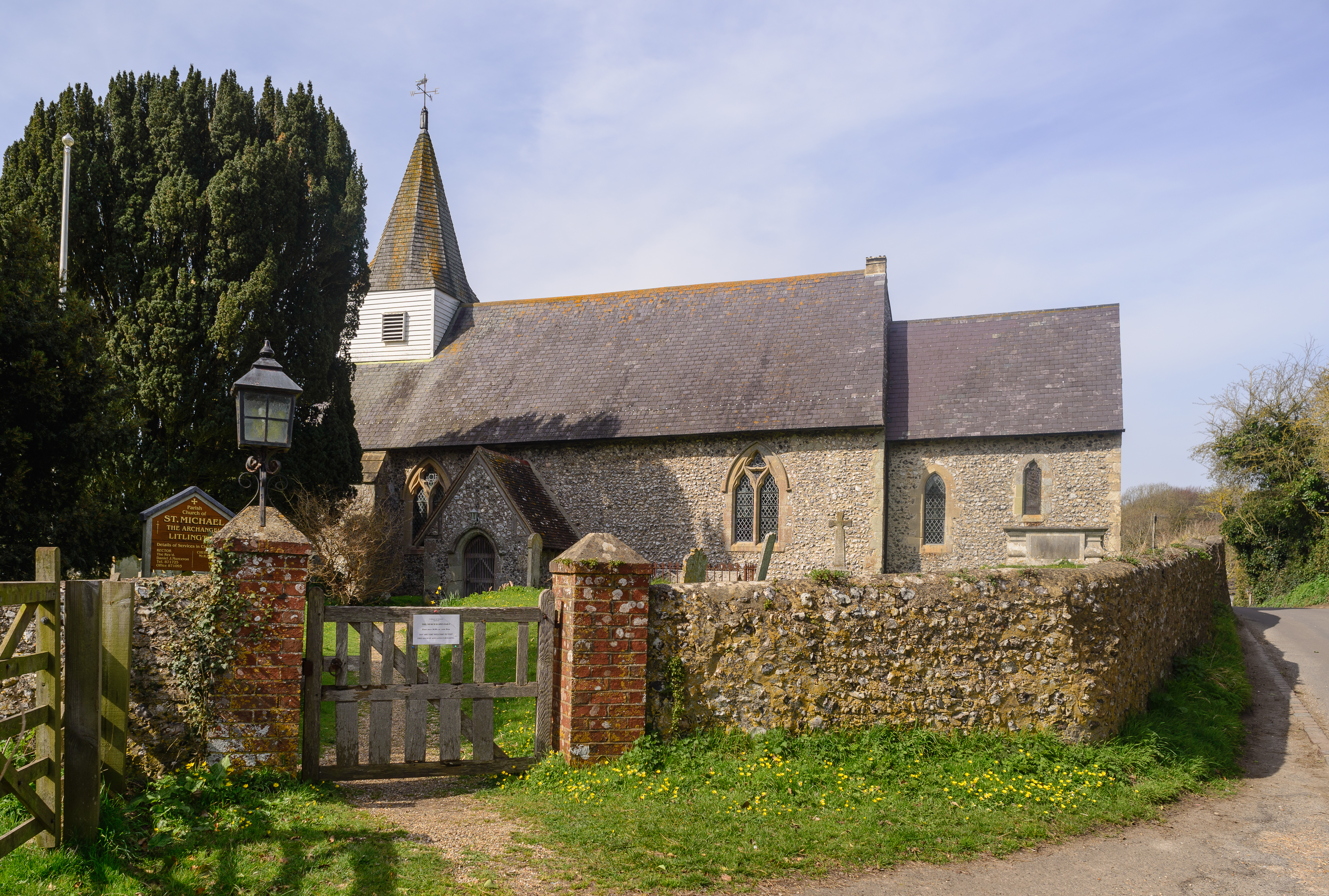
Parochiekerk van Litlington
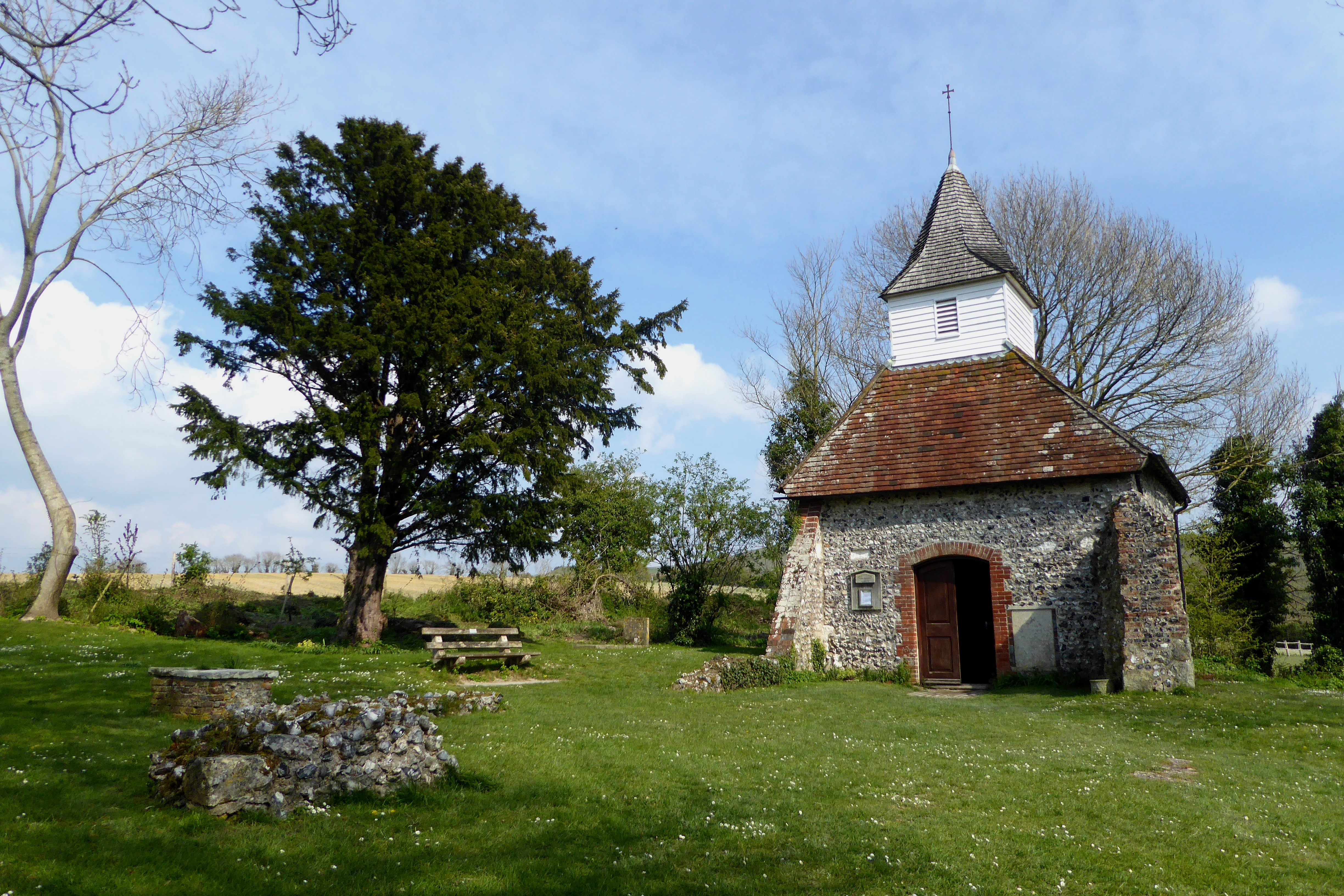
Kerkje van Lullington